# ان‌جی‌سی ۷۸۲۲
ان‌جی‌سی ۷۸۲۲ (انگلیسی: NGC 7822) یک ستاره جوان در حال تشکیل مجتمع در صورت فلکی قیفاووس است.